# Oleh Sentsov
Oleg Guennàdiovitx Sentsov (ucraïnès: Оле́г Генна́дійович Сенцо́в, Simferópol, 13 de juliol de 1976) és un cineasta ucraïnès conegut pel seu activisme polític durant l'Euromaidan i contra l'annexió russa de Crimea, i per haver estat un pres polític de Rússia, condemnat per delictes de terrorisme. Detingut i empresonat el 2013, malgrat una forta campanya internacional el 2015 va ser condemnat a vint anys de presó. Va ser alliberat el 2019 en un intercanvi de presoners entre Rússia i Ucraïna.
Va estudiar econòmiques a Kíev. Els seus dos primers treballs van ser A Perfect Day for Bananafish i The Horn of a Bull en 2008 i 2009 respectivament. Gamer, el seu primer llargmetratge, va debutar en el Festival Internacional de Cinema de Rotterdam el 2012.
L'èxit en aquest festival i uns altres més li van ajudar a consolidar la seva carrera artística amb la qual va obtenir fons per al seu següent projecte: Rhino, no obstant això la producció va haver de ser suspesa després de l'inici del Euromaidan, en el qual va estar present. La represa del film va estar programada per a estiu de 2014.

## Activisme polític
A partir de novembre de 2013, durant les mobilitzacions de l'anomenat Euromaidan contra l'administració de Víktor Ianukòvitx, Sentsov formà part d'un grup organitzat de conductors que protegiren els campaments de protesta bloquejant els carrers, l'anomenat AutoMaidan. Durant la crisi de Crimea de 2014 va col·laborar en les xarxes d'abastiment de menjar i altres béns per a l'exèrcit i autoritats ucraïneses que havien quedat aïllades a la península. Sentsov sempre s'ha negat a reconéixer l'annexió de la regió per part de Rússia, així com la nova autoritat militar.

## Detenció, empresonament i judici

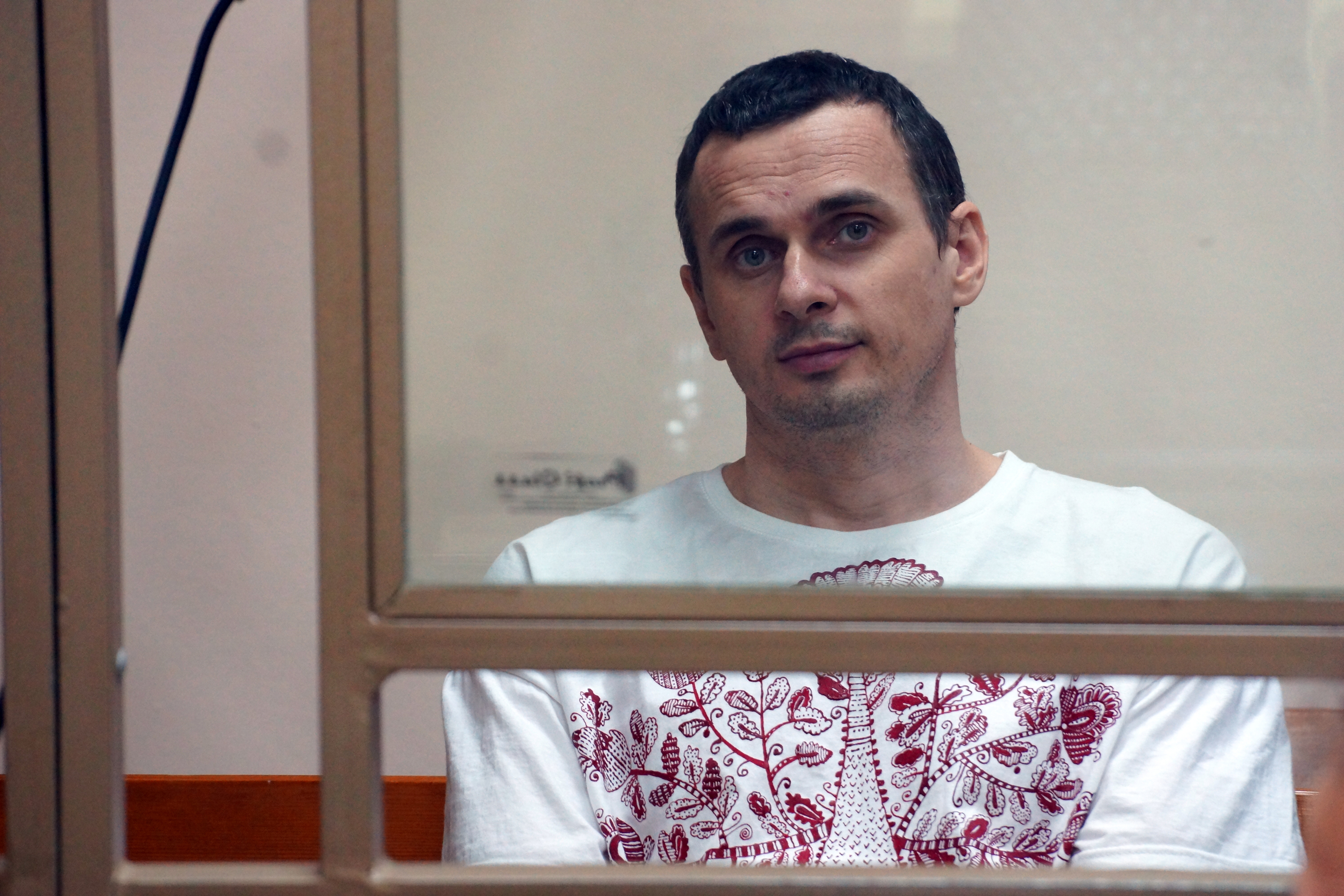
Sentsov mentre era jutjat per un tribunal de Rostov del Don l'any 2015

L'11 de maig de 2014 va ser detingut sota l'acusació de "complots terroristes". Amb ell van ser detinguts tres altres activistes: Gennady Afanásyev, Alekséi Chirnigo i Oleksandr Kólchenko, els quals van ser acusats d'aquests actes: atacs contra infraestructures (ponts i subministrament elèctric) i contra monuments públics a Simferópol, Yalta] i Sebastopol, càrrecs que suposaven penes de fins a vint anys de presó.
Malgrat no disposar de proves contra ell, les autoritats russes el van retenir durant tres setmanes acusat de pertinença a "banda armada" i "tinença d'explosius de fabricació casolana" amb els quals tenien previst atacar monuments com el Memorial de la Flama Eterna o el monument a Lenin de Simferòpol, a més d'incendiar dependències de l'administració russa de Crimea, així com delegacions locals del partit Rússia Unida. També va ser acusat, com els altres activistes, de ser membre del grup paramilitar ultradretà Pravi Sèktor, malgrat que ambdues parts neguessin aquest fet. No obstant això, la fiscalia russa va afirmar que Sentsov va confessar "haver intentat o dut a terme accions terroristes". Dmitri Dinze, el seu advocat, que també ho va ser de les polèmiqus Pussy Riot, va negar tals acusacions i va denunciar tortures durant la detenció.Segons ell, els investigadors es van negar a reobrir el cas suggerint que [l'acusat] es va autolesionar. El 19 de maig de 2014 va ser enviat a la presó de Lefórtovo de Moscou. El 26 de juny, el Conseller Presidencial de Rússia pels Drets Humans, Víktor Grin va apel·lar a l'ajudant del fiscal per a que reconsiderés les circumstàncies que van comportar la detenció tant de Sentsov i d'un activista ucraïnès d'ideologia ecologista, antifeixista i anarquista. El Consell va respondre al seu web que els fiscals "no van trobar evidències que la detenció del cineasta, així com de qualsevol altre sospitós, fos alterada". El 7 de juliol de 2014, la seva pena de presó va ser estesa a tres mesos i posteriorment a l'11 de gener de 2015.
Malgrat la crida per part de la comunitat internacional i la carta de cineastes estrangers, Sentsov va ser jutjat per terrorisme. El 25 d'agost de 2015 un tribunal rus de Rostov del Don el va condemanr a vint anys de presó. La reacció per part dels governs occidentals, Amnistia Internacional i el representant de l'Acadèmia de Cinema Europeu, Mike Downey no es van fer esperar coincidint que "el judici va ser una farsa". L'11 de febrer de 2017, en el marc del Festival Internacional de Cinema de Berlín, es va estrenar el documental El cas Oleg Sentsov, del director rus Askold Kúrov, on es relata la situació de Sentsov com a pres polític de la repressió russa, així com una crònica detallada del judici, amb declaracions dels testimonis, jutges, advocats i del propi Sentsov després de sentir el veredicte.

## Vaga de fam
El 14 de maig de 2018 Oleh Sentsov començava una vaga de fam indefinida per exigir l'alliberament de tots els presos polítics ucraïnesos empresonats a Rússia. El 2 d'agost de 2018, Amnistia Internacional denunciava la negativa de les autoritats russes a permetre'ls d'accedir al cineasta ucrainès. El 10 d'agosto de 2018, el president de França, Emmanuel Macron, en una conversa telefònica amb el seu homòleg rus, Vladímir Putin, va expressar "la preocupació pel fet que la salut de Sentsov, segons sembla, està empitjorant" i va cridar perquè Rússia "trobés immediatament una solució humanitària per aquesta situació".

## Campanya internacional de suport
Des del seu emprsonament del 2014, Sentsov va rebre la solidaritat de diversos companys de professió europeus, com la carta que Agnieszka Holland, Ken Loach, Mike Leigh i Pedro Almodóvar van fer arribar l President rus Vladímir Putin en la qual demanaven l'excarceració de l'activista. Durant la vaga de fam, l'agost de 2018, l'Acadèmia de Cinema Europeu i diversos artistes, cineastes i altres personalitats internacionals del món de la cultura, entre elles els directors de cinema espanyols Fernando Trueba i Jaime Rosales, el nord-americà David Cronenberg, els francesos Jean-Luc Godard i Michel Hazanavicius, el mexicà Amat Escalante, el britànic Ken Loach, el romanès Cristian Mungiu o la ministra francesa de cultura Françoise Nyssen van fer una crida en favor de la llibertat "immediata" de Sentsov. El 15 d'agost de 2018, l'Oficina de l'Alt Comissariat de les Nacions Unides per als Drets Humans va emetre una declaració que denunciava l'empresonament de Sentsov en una presó de Rússia, com si fos un ciutadà rus, i exigia la "immediata i incondicional alliberament del cineasta ucraïnès". El 13 de desembre de 2018, el Parlament Europeu va lliurar a Sentsov el Premi Sàkharov a la Llibertat de Consciència.

## Alliberament

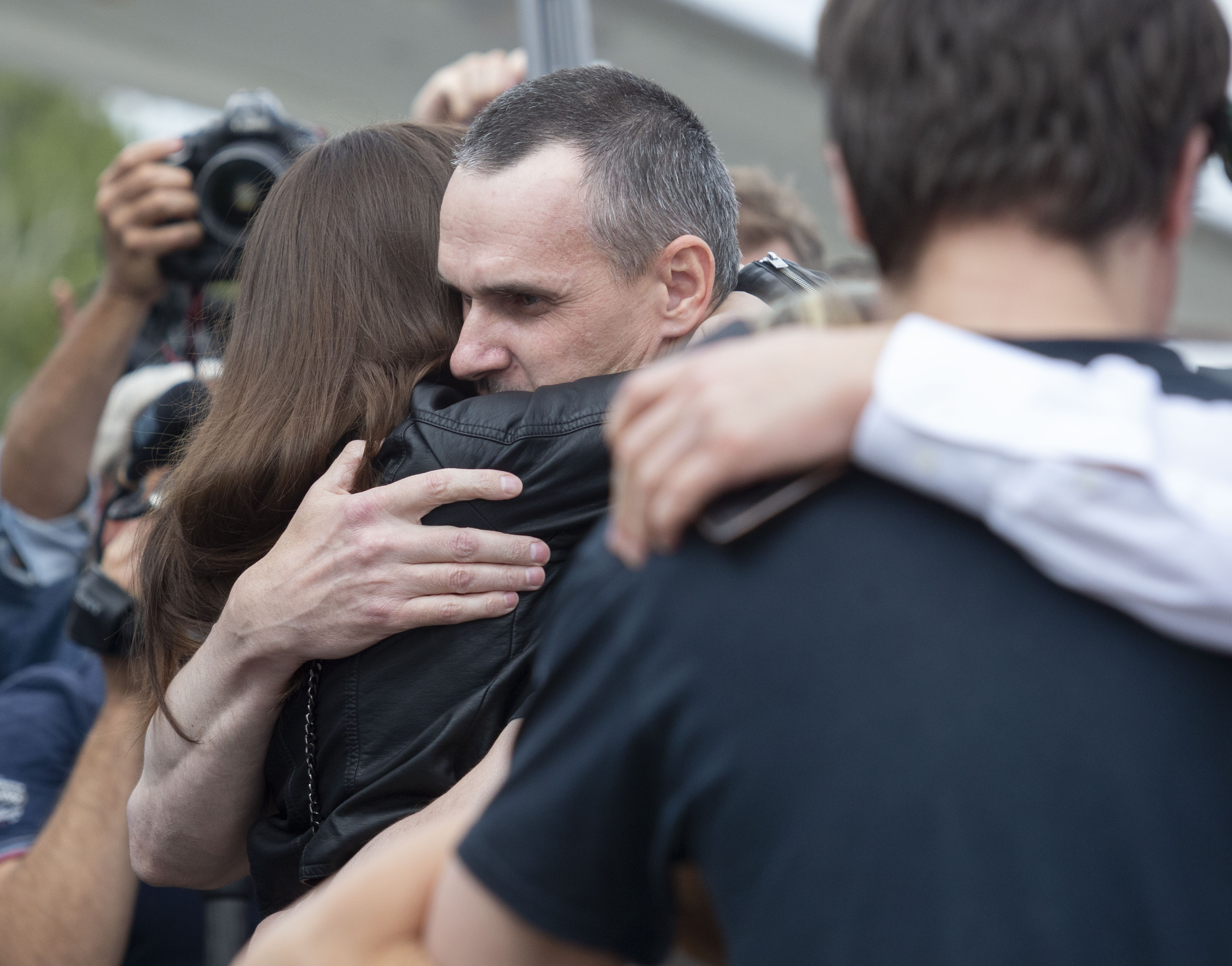
Imatge del retorn de Sentsov a Ucraïna

El 7 de setembre de 2019, Sentsov va ser alliberat en el marc d'un intercanvi de presos entre Ucraïna i Rússia, marxant a Kíev per retrobar-se amb la seva família i ser rebut pel president ucraïnès Volodímir Zelenski. El novembre d'aquell any va visitar el Festival de Cinema i Drets Humans de Barcelona.